# Kuldur
Kuldur (russisch Кульду́р) ist eine Siedlung städtischen Typs in der Jüdischen Autonomen Oblast (Russland) mit 1609 Einwohnern (Stand 14. Oktober 2010).

## Geographie
Die Siedlung liegt im Kleinen Hinggan-Gebirge vorwiegend am linken Ufer des gleichnamigen Flusses Kuldur, linker Quellfluss des Amur-Nebenflusses Bira. Unmittelbar nördlich der Siedlung erhebt sich der Hauptkamm des Mittelgebirges bis auf eine Höhe von knapp 1000 m. Er markiert dort die Grenze zur Region Chabarowsk.
Kuldur liegt etwa 105 km Luftlinie westnordwestlich der Republikhauptstadt Birobidschan. Es gehört zum Rajon Oblutschje und ist von dessen Verwaltungszentrum Oblutschje knapp 50 km in ostnordöstlicher Richtung entfernt.

## Geschichte
Der Ort entstand ab 1924 als einer der ersten balneologischen Kurorte im Fernen Osten Russlands, auf Basis der dort seit der zweiten Hälfte des 19. Jahrhunderts bekannten 72 °C warmen Mineralwässer, die 1910 erstmals geologisch untersucht wurden. Der Name ist vom Wort chulschiur abgeleitet, das in der Sprache der Nanai ‚heißes Wasser‘ bedeutet. 1929 nahm das erste Sanatorium seinen Betrieb auf. 1958 erhielt Kuldur den Status einer Siedlung städtischen Typs.

### Bevölkerungsentwicklung
| Jahr | Einwohner |
| ---- | --------- |
| 1939 | 2149      |
| 1959 | 2367      |
| 1970 | 3173      |
| 1979 | 3127      |
| 1989 | 4132      |
| 2002 | 1957      |
| 2010 | 1609      |

Anmerkung: Volkszählungsdaten

## Wirtschaft und Infrastruktur
Kuldur ist ein Kurort regionaler Bedeutung mit mehreren Sanatorien. Der Ort liegt an der Eisenbahnstrecke Iswestkowaja–Tschegdomyn, die die Transsibirische Eisenbahn mit der Baikal-Amur-Magistrale (BAM) bei Nowy Urgal verbindet (Streckenkilometer 30). Straßenverbindung besteht ins 23 km in südlicher Richtung entfernte Birakan an der Fernstraße M 58 Amur von Tschita nach Chabarowsk, Teil der transkontinentalen Straßenverbindung.